# 琉球鼠李
琉球鼠李（学名：Rhamnus liukiuensis）为鼠李科鼠李属下的一个种。